# پارامونت (کالیفرنیا)
پارامونت (به انگلیسی: Paramount) شهری در شهرستان لس‌آنجلس ایالت کالیفرنیا است که در سرشماری سال ۲۰۱۰ میلادی، ۵۴۰۹۸ نفر جمعیت داشته است.